# پرستون ۳۷۹۲
سیارک ۳۷۹۲ (به انگلیسی: 3792 Preston، نامگذاری:1985FA) سه هزار و هفتصد و نود و دومین سیارک کشف شده‌است که در ۲۲ مارس ۱۹۸۵ کشف شد.
قدر مطلق سیارک برابر ۱۳٫۴۰ است.